# Lyndon Sims
Lindon O. Sims est un pilote automobile britannique de rallyes.

## Palmarès
- Rallye de Grande-Bretagne: 1956, sur Aston Martin DB2/4, avec pour copilotes ses compatriotes Rupert Jones et Tony Ambrose (seul vainqueur de cette compétition à avoir eu deux navigateurs) ;
- & remporte la classe GT (plus de 1 600 cm3) de ce même rallye édition 1956;

Autres classements:
- 12e ex-æquo du RAC rally en 1958, sur Aston Martin DB2 (45e en 1959, sur le même véhicule);
- 22e du rallye Monte-Carlo en 1954, sur Riley Pathfinder 2.5 litres RMB, copilote R.E. Stokes (41e en 1955, 65e en 1955 sur Riley, idem en 1956, et 77e sur Aston Martin en 1962).